# 全日本舞踊連合
全日本舞踊連合（ぜんにほんぶようれんごう）は日本における舞踊を統括する団体の一つである。通称は舞踊連合。略称は全舞連。日本芸能実演家団体協議会に所属している。

## 概要
各地で舞踊に関するイベントを行っている。

## 沿革
- 1976年 - 発足

## 加盟団体
- 日本舞踊協会
- 日本バレエ協会
- 現代舞踊協会
- 全日本児童舞踊協会